# Aroser Rothorn
L'Aroser Rothorn (2.980 m s.l.m.) è la montagna più alta delle Alpi del Plessur nelle Alpi Retiche occidentali.

## Descrizione
Si trova nello svizzero Canton Grigioni al confine tra la regione Albula e la regione Plessur. Quota della cima di 2.980 metri sul livello del mare. La vetta si trova vicino al Parpaner Rothorn, che è servito da una funivia.